# 食用葛
食用葛（学名：Pueraria edulis）是豆科葛属的植物，是中国的特有植物。分布于中国大陆的广西、四川、云南等地，生长于海拔1,000米至3,200米的地区，常生于山沟林中，目前尚未由人工引种栽培。

## 别名
食用葛藤（中国主要植物图说） 葛根、葛藤（云南、贵州） 粉葛、甘葛（四川）

## 异名
- Pueraria bicalcarata Gagnep.
- Pueraria edulis Pamp. var. likiangensis P. C. Li